# Symplocos celastrifolia
Symplocos celastrifolia är en tvåhjärtbladig växtart som beskrevs av William Griffiths och C. B. Cl. Symplocos celastrifolia ingår i släktet Symplocos och familjen Symplocaceae. Inga underarter finns listade i Catalogue of Life.